# Phönix 122 D.III
Phönix 122 D.III var ett österrikiskt flygplan som köptes in till Sverige och blev Sveriges första jaktflygplan.

## Historia
År 1919 tog sekreteraren i Svenska Aeronautiska Sällskapet (SAS) (föregångare till KSAK) Torsten Gullberg och redaktören på Dagens Nyheter David Jonasson initiativet till en offentlig flyguppvisning i Stockholm.
Chefskonstruktören på Phönix Flugzeugwerke AG i Wien, Edmund Sparmann, flög fabrikens senaste ensitsiga jaktplan av typen Phönix 122 D.III. På uppvisningen fanns också kapten Max Perini och mekanikern Rudolf Walter, som kom med det lättare attackplanet Phönix 222 C-1, senare känd i Sverige som Dronten.
Flygplanet, Phönix 122 D.III, var målad i ljust grått med centralmakternas svarta balkkors och registreringen J.41. Sidorodret bar Österrikes statsvapen.
I månadskiftet juni/juli 1919 landade de båda planen på Gärdet i Stockholm och kungligheter, regering, industrifolk, journalister och civilpersoner samlades för att se en flyguppvisning som inte tidigare setts i Sverige med looping, rollar, spinn och Immelmansvängar. Denna uppvisning var inledningen på Phönixepoken i svenska militärflygets historia. Både Sparmann och Walter stannade i Sverige medan Perini återvände till Österrike.
Efter att i åratal hemställt om anskaffning av jaktflyg till svenska luftförsvaret, tog Ernst Fogman saken i egna händer och lade beslag på de båda Phönix-planen. Genom ett avtal med Thulinverken skulle planen tas om hand tills att Fogman fick regeringens godkännande. Därmed kom "Ur-Phönixen" att civilregistreras som S-AAA.
Ernst Fogman lyckades till slut förvärva de båda planen och den första Phönixen fick beteckningen 935 och blev von Segebadens personliga flygplan. Ytterligare 20 stycken fabriksnya Phönix D.III köptes in för 4 300 kronor per flygplan. 14 av dessa finansierades med gåva från Föreningen för Stockholms Luftförsvar och 6 betalades ur anslaget för flygmotorer. Godsmottagaren för denna flygplansaffär var Fogmans hushållerska Maria.
De första Phönixjagarna kom till Malmslätt, per järnväg, i augusti 1920. Den första, 941, provflögs den 29 november av von Segebaden. Fogman hade utan att väcka större uppmärksamhet lyckats smyga in jaktflyg i arméflyget.
Fogman ersattes, den 1 november 1920 av Gösta von Porat, som chef för Flygkompaniet. von Porat beordrade genast en jagarskola att starta som samma vinter deltog med fem Phönixjagare. Jaktkursen flög till Stockholm den 18 januari 1921. Där gjordes en flyguppvisning för att visa att Stockholm nu hade ett luftförsvar.
I mars samma år deltog man från svensk sida med Phönixjagare i flygtävlingar i Norge. Den 6 mars dödsstörtar von Segebaden med flygplan 935 efter ett vingbrott i samband med en uppvisning i avancerad flygning.
Med Phönixjagarna blev det ett genombrott för jaktflyget i svenska flygets historia. FVM tillverkade en kopia av Phönixjagaren, för att kunna bibehålla antalet jaktplan. Dessa flygplan, som blev tio till antalet, försågs med från Tyskland inköpta BMW-motorer, som kunde fås för en billig peng efter första världskrigets slut. Nio av dessa försågs med två extratankar i övervingen för att öka planets aktionsradie. Därmed fick de epiteten "VingtanksPhönix".

### Phönix blir J1

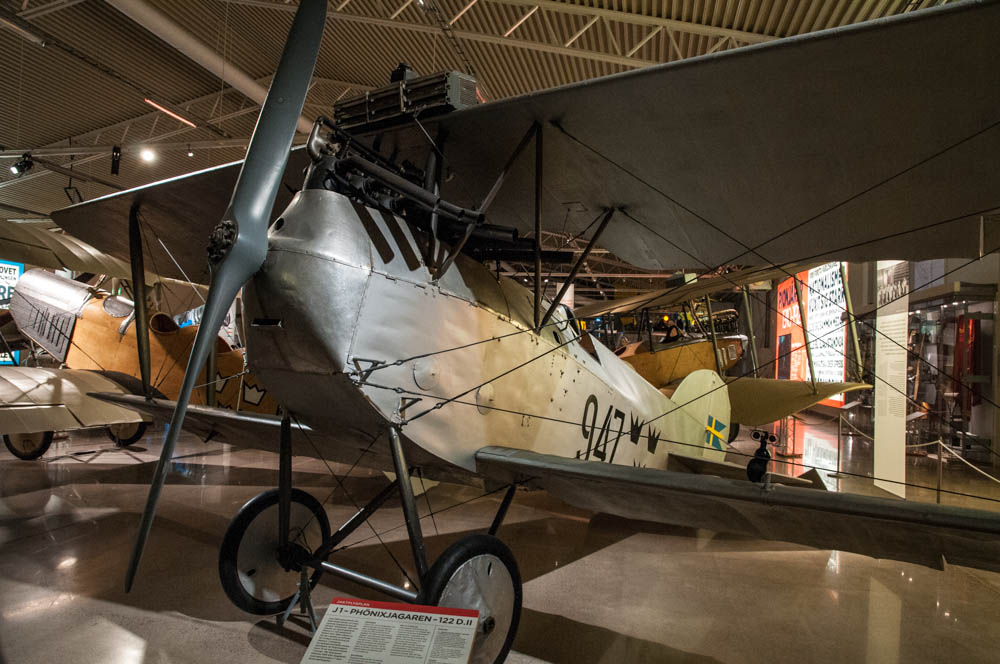
J 1 på Flygvapenmuseum.

När det självständiga Flygvapnet sattes upp den 1 juli 1926 överfördes tre original Phönixjagare, 947, 965 samt 975, samt nio FVM Phönix, 5133, 5135, 5137, 5139, 5141, 5143, 5145, 5147 och 5149. Phönix blev Flygvapnets första jaktplan och fick typbeteckningen J1.
Under ett flygprov med 5141 blev dåvarande löjtnanten Nils Söderberg den förste svensk som räddade sitt liv genom fallskärmshopp, då han lämnade flygplanet på 400 meters höjd.
I november 1928 överfördes de sju kvarvarande flygplanen till Krigsflygskolan i Ljungbyhed och två av dessa kom senare att tillföras Västmanlands flygflottilj i Västerås.
1936 var fortfarande en J1:a i aktiv tjänst som meteorologiplan i Flygvapnet. 
Ett exemplar, 947, finns bevarad på Flygvapenmuseum i Linköping.